# Pud Galvin
James Francis Galvin (San Luis, Misuri, 25 de diciembre de 1856-Pittsburgh, Pensilvania, 7 de marzo de 1902), más conocido como Pud Galvin, fue un jugador profesional estadounidense de béisbol que se desempeñó en la posición de lanzador en las Grandes Ligas de Béisbol (MLB). Es miembro del Salón de la Fama del Béisbol.

## Carrera
Galvin jugó como profesional una temporada en St. Louis Brown Stockings (1875), después pasó por varios equipos, Buffalo Bisons (1879-1885), Pittsburgh Pirates (1885-1889), Pittsburgh Burghers (1890), Pittsburgh Pirates (1891-1892), y finalmente, se unió a St. Louis Browns, donde jugó una temporada (1892), y fue el equipo en el que se retiró.

## Reconocimiento
En 1965, ingresó como miembro al Salón de la Fama del Béisbol.